# Cryptostephanus vansonii
Cryptostephanus vansonii är en amaryllisväxtart som beskrevs av Frans Verdoorn. Cryptostephanus vansonii ingår i släktet Cryptostephanus, och familjen amaryllisväxter. Inga underarter finns listade i Catalogue of Life.